# HD 48348
HD 48348，又名BD+03 1371，SAO 114312、HR 2474，是一颗恒星，视星等为6.19，位于銀經209.28，銀緯-0.47，其B1900.0坐标为赤經6h 37m 52.1s，赤緯+3° -0.47′ 55″。